# Réponse combat-fuite
La réponse combat-fuite a été décrite pour la première fois en 1929 par le physiologiste américain Walter Bradford Cannon.
Sa théorie explique que la réaction animale face aux menaces accompagnée d'une décharge générale du système nerveux orthosympathique, amorce l'animal à un combat ou une fuite. Cette théorie est plus tard reconnue comme étant le premier stade du syndrome général d'adaptation régulant les réponses au stress parmi les vertébrés et autres organismes.

## Physiologie
Les catécholamines facilitent les réactions physiques immédiates associées à une préparation pour une action musculaire violente. Ceux-ci incluent notamment :
- accélération du rythme cardiaque et de la respiration ;
- pâleur ou rougissement, ou les deux cas alternés ;
- inhibition de l'estomac et du petit intestin à un point où la digestion ralentit ou s'arrête ;
- effet général sur les sphincters du corps ;
- constriction des vaisseaux sanguins dans plusieurs parties du corps ;
- libération des nutriments (particulièrement gras et glucose) pour action musculaire ;
- dilatation des vaisseaux sanguins des muscles ;
- inhibition de la glande lacrymale (responsable de la production des larmes) et de la salivation ;
- dilatation de la pupille (mydriase) ;
- piloérection ;
- perte d'audition ;
- vision tunnelisée (perte de vision périphérique) ;
- accélération instantanée des réflexes ;
- tremblements.

## Psychologie de la réponse au stress
Un exemple typique de la réponse au stress, dans la zoologie, est le zèbre, qui maintient calmement une homéostasie. Si le zèbre voit un lion s'approcher de lui pour le tuer, la réponse au stress est activée. La fuite requiert un effort musculaire, soutenu par tout le corps. L'activation du système nerveux sympathique entraine ces besoins. Un exemple similaire incluant un combat est le chat lorsqu'il est attaqué par un chien. Le chat montre une pulsation cardiaque accélérée, une piloérection (conservation de la chaleur) et une dilatation de la pupille - tous les signes d'un comportement sympathique (nerveux).
Bien que Cannon, ayant originellement proposé la réponse combat-fuite, ait mis en avant ces évidences considérables chez de nombreux animaux, sa théorie paraissait trop simpliste. Les animaux répondent aux menaces par des moyens beaucoup plus complexes. Les rats, par exemple, tentent de fuir lorsqu'ils sont menacés, mais combattent lors d'impacts physiques. Certains animaux arrivent à se cacher de leurs prédateurs. D'autres se paralysent ou font le mort lorsqu'ils sont touchés, dans l'espoir que leur prédateur en perde l'intérêt. D'autres possèdent des méthodes d'auto-défense exotiques. Par exemple, certains spécimens de poissons changent de couleur pour se camoufler. Ces réponses sont enclenchées par leur système nerveux sympathique, mais seulement dans la mesure de la réponse combat-fuite. Souvent, le combat et la fuite s'entre-mêlent lors de confrontations.
La menace d'autres animaux ne résulte pas directement à une réponse combat-fuite. Il peut y avoir une période de conscience intensifiée, durant laquelle chaque animal interprète des signaux comportementaux des autres. Des signes tels que la pâleur, piloérection, paralysie, sons et langage du corps communiquent le statut et intention de chaque animal. Il peut y avoir une sorte de négociation, après laquelle un combat ou une fuite peut s'ensuivre, mais qui peut également résulter en jeu, taquineries, ou sans aucune réaction. L'un de ces exemples sont les chatons : chaque chaton montre un comportement neuro-sympathique, mais n'inflige pas réellement de dégât.
Enfin, l'idée de figer est également discuté soit, généralement, de faire le mort, ou pour les animaux doté d'un bon système de camouflage, se fondre dans le décor. Un cas typique est la mouche qui fait la morte quand elle est menacée par une grenouille. L'institut Roelofs nous illustre brillamment la réaction de fige chez l'humain : « First, human stress research is largely built on animal models and these new insights help build the bridge between vital animal research and human research, for the first time showing that spontaneous reactions to social threat in anxious females mimick freeze reactions generally observed in anxious animals » (« La recherche portant sur le stress humain est abondamment fondée sur des modèles animaux, et ces perspectives nouvelles aident à construire le pont entre la recherche animale et humaine, montrant ainsi pour la première fois que des réactions spontanées face à une menace sociale présentées par des femmes anxieuses imitent les réactions de fige généralement observées chez des animaux anxieux »).

## Manifestations du combat-fuite
La réponse combat-fuite chez les humains existait déjà à l'ère préhistorique ; le combat se manifeste par un comportement agressif et combatif, la fuite se traduit par l'évitement des situations menaçantes. De nos jours ces réponses persistent, mais les réponses combat-fuite sont assumées par un large groupe de comportements. Par exemple, la réponse au combat peut se manifester par un comportement agressif, argumentatif, et la réponse à la fuite peut se manifester par un retrait social et/ou une toxicomanie.

## Effets négatifs chez les humains
La réponse au stress accélère ou diminue des mécanismes physiologiques variés tels que le comportement sexuel ou le système digestif, pour se focaliser sur la situation stressante, et cause typiquement quelques effets négatifs comme la constipation, l'anorexie, une impuissance sexuelle, des difficultés à uriner et à maintenir une sexualité.
Des réponses prolongées au stress peuvent conduire à une suppression chronique des réponses immunitaires, laissant le corps sensible aux infections. Cependant, une petite énergie du système immunitaire après le combat ou la fuite est activée. Les réponses au stress sont quelquefois la cause de troubles mentaux tels que le trouble de stress post-traumatique, durant lequel l'individu montre une grande réponse au stress à la suite d'un traumatisme lié au passé, et le trouble panique, durant lequel une réponse au stress se manifeste violemment.

## La sociabilité, une troisième possibilité chez l'humain?
L'hypothèse d'un troisième comportement en situation de stress ou de danger est proposée chez l'être humain : la sociabilité. En effet, un comportement socialisant de reliance aux autres serait une réponse réflexe favorisant le contrôle du stress. Ce comportement de sociabilité augmente aussi les chances de protection en situation de danger. Plutôt que de suivre le schéma binaire d'un comportement de combat ou de fuite, des sujets démontraient, dans l'étude allemande, un comportement de socialité marqué par la confiance et le partage.